# Elymus solandri
Elymus solandri är en gräsart som först beskrevs av Ernst Gottlieb von Steudel, och fick sitt nu gällande namn av Henry Eamonn Connor. Elymus solandri ingår i släktet elmar, och familjen gräs. Inga underarter finns listade i Catalogue of Life.